# یکی از ما (ترانه آبا)
«یکی از ما» (انگلیسی: One of Us) ترانه‌ای از ابرگروه سوئدی موسیقی پاپ آبا است که در سال ۱۹۸۲ منتشر شد. این ترانه توسط آنگنیه‌تا فلتسکوگ اجرا شده‌است. بیورن و بنی این ترانه را پس از جدایی از همسرانشان ساخته‌اند و دلیل غمبار بودن فضای ترانه همین است.

## جداول موسیقی
| جدول (۱۹۸۳–۱۹۸۱)                          | بالاترین رتبه |
| ----------------------------------------- | ------------- |
| استرالیا (گزارش موسیقی کنت)               | ۴۸            |
| اتریش (او۳ تاپ ۴۰ اتریش)                  | ۳             |
| بلژیک (اولتراتاپ ۵۰ فلاندرز)              | ۱             |
| دانمارک (هیت‌لیستن)                        | ۱             |
| اروپا (۱۰۰ تک‌آهنگ داغ اروپا)              | ۱             |
| فنلاند (جدول‌های رسمی فنلاند)              | ۱۳            |
| فرانسه (مؤسسه افکار عمومی فرانسه)         | ۱۴            |
| ایرلند (ایرما)                            | ۱             |
| اسرائیل (سازمان رادیو و تلویزیون اسرائیل) | ۲             |
| هلند (۴۰ آهنگ برتر)                       | ۱             |
| هلند (۱۰۰ تک‌آهنگ برتر)                    | ۱             |
| نیوزیلند (ریکوردد میوزیک ان‌زد)            | ۴۳            |
| نروژ (وی‌جی-لیستا)                         | ۶             |
| آفریقای جنوبی (رادیو اسپرینگ‌باک)          | ۴             |
| اسپانیا (تهیه‌کنندگان موسیقی اسپانیا)      | ۷             |
| سوئد (فهرست برترین‌های سوئد)               | ۱۳            |
| سوئیس (شوایزر هیت‌پاراد)                   | ۳             |
| تک‌آهنگ‌های بریتانیا (اوسی‌سی)               | ۳             |
| بابلینگ آندر هات ۱۰۰ آمریکا (بیلبورد)     | ۱۰۷           |
| بزرگسالان معاصر آمریکا (بیلبورد)          | ۳۳            |
| آلمان غربی (جدول‌های رسمی آلمان)           | ۱             |

| جدول (۱۹۸۱)                 | رتبه |
| --------------------------- | ---- |
| هلند (۱۰۰ تک‌آهنگ برتر هلند) | ۶۰   |

| جدول (۱۹۸۲)                         | رتبه |
| ----------------------------------- | ---- |
| بلژیک (اولتراتاپ فلاندرز)           | ۱۹   |
| هلند (۴۰ آهنگ برتر هلند)            | ۹۷   |
| آلمان غربی (رتبه‌بندی سرگرمی جی‌اف‌کی) | ۲۵   |